# Le Météore (film)
Pour les articles homonymes, voir Météore.
Pour plus de détails, voir Fiche technique et Distribution.
Le Météore est un film dramatique québécois écrit, interprété et réalisé par François Delisle, sorti en 2013.
Le film est présenté en première mondiale au Festival du film de Sundance 2013, où il est sélectionné en compétition officielle. Il est également projeté dans la section Panorama du 63e Festival international du film de Berlin.

## Synopsis
Maintenant dans la quarantaine, Pierre purge une peine de prison de quatorze ans. Sa mère, qui approche les quatre-vingts ans, lui rend visite chaque semaine. Suzanne, son épouse, a déménagé et coupé les ponts. 
Chaque personnage livre ici, devant la caméra, un récit direct et sans fards d'une période de sa vie. Suspendues dans le temps par le lien fragile entre le for intérieur et la société, les existences de chacun d'entre eux, liées au crime, à la culpabilité et à la solitude, font de ses êtres les victimes de l'amour et du désir, cependant que tous cherchent à se sortir de leur marasme pour vivre à nouveau pleinement.

## Fiche technique
- Titre : Le Météore
- Réalisation : François Delisle
- Scénario : François Delisle
- Producteur : François Delisle
- Montage : François Delisle
- Cinématographie : François Delisle
- Direction artistique : Geneviève Lizotte
- Genre : Drame
- Durée : 85 minutes
- Langue : français
- Pays de production : Québec (Canada)
- Budget : 450 000 dollars
- Dates de sortie : 
  -  États-Unis : 19 janvier 2013 (Festival du film de Sundance)
  -  Canada : 8 mars 2013

## Distribution
- Noémie Godin-Vigneau : Suzanne (avec la voix de Dominique Leduc)
- François Delisle : Pierre (avec la voix de François Papineau)
- Dany Boudreault : Max (avec la voix de Pierre-Luc Lafontaine)
- Jacqueline Courtemanche : la mère de Pierre (avec la voix d'Andrée Lachapelle)
- Christophe Rapin : un homme
- Brigitte Pogonat : la victime
- Gianni Serignese : un bébé
- Camille Pont : une fille
- William Delisle : un garçon
- Laurent Lucas : le gardien (avec la voix de Stéphane Jacques)
- Boris Beauchamp : un jeune garçon